# Eleição municipal de Juazeiro em 2016
A eleição municipal da cidade brasileira de Juazeiro, no estado da Bahia, ocorreu em 2 de outubro de 2016 para eleger um prefeito, um vice-prefeito e 21 vereadores para a administração municipal. O prefeito titular, Isaac Carvalho, do PCdoB, não concorreu à reeleição. O candidato vencedor foi Paulo Bomfim, também do PCdoB, que recebeu 46.183 votos, contra 43.734 obtidos por Joseph Bandeira, do SD.
As convenções partidárias para a escolha dos candidatos deverão ocorrer entre 20 de julho e 5 de agosto.
A propaganda eleitoral gratuita do primeiro turno começou a ser exibida em 26 de agosto e terminou em 29 de setembro. A propaganda eleitoral gratuita do segundo turno começou a ser exibida em 12 de outubro e terminou em 28 de outubro.
Segundo a lei eleitoral em vigor, o sistema de dois turnos - caso o candidato mais votado recebesse menos de 50% +1 dos votos - está disponível apenas em cidades com mais de 200 mil eleitores. Nas cidades onde houver segundo turno, a propaganda eleitoral gratuita voltará a ser exibida em 15 de outubro e terminará em 28 de outubro. Como Juazeiro não possui 200 mil eleitores, não foi necessária a realização do segundo turno, apesar da pequena margem de votos entre os 2 primeiros colocados.

## Eleitorado
Segundo dados do Tribunal Superior Eleitoral (TSE-BA), dos pouco mais de 218 mil habitantes de Juazeiro, 146.385 eram eleitores nesta eleição. Todos os indicados tiveram as candidaturas homologadas junto ao TRE.

## Eleição majoritária

### Candidaturas do primeiro turno
|  | N.º | Candidato(a) a prefeito | Candidato(a) a prefeito                                | Candidato(a) a vice-prefeito | Candidato(a) a vice-prefeito                           | Coligação                                                              |
|  | --- | ----------------------- | ------------------------------------------------------ | ---------------------------- | ------------------------------------------------------ | ---------------------------------------------------------------------- |
|  | 23  |                         | Charles Leão (PPS) Charles Antônio Leão Gomes          |                              | Suzana Ramos (PSDB) Suzana Alexandre de Carvalho Ramos | "Juazeiro no Coração" - Partido Popular Socialista (PPS)               |
|  | 44  |                         | Dr. Márcio Feitosa (PRP) Márcio Vinícius Feitosa Ramos |                              | Cacai Mattos (PRP) Azemilson de Mattos                 | Partido não coligado - Partido Republicano Progressista (PRP)          |
|  | 65  |                         | Paulo Bomfim (PCdoB) Marcus Paulo Alcântara Bomfim     |                              | Dra. Dulce (PDT) Dulce Dantas Lima Ribeiro             | "Pra Juazeiro Mudar Mais" - Partido Republicano da Ordem Social (PROS) |
|  | 77  |                         | Joseph Bandeira (SD) Joseph Wallace Faria Bandeira     |                              | Wank Medrado (PMDB) Wank Remy de Sena Medrado          | "A Cara de Juazeiro" - Partido Ecológico Nacional (PEN)                |

### Resultados
| Candidato(a)             | Vice                   | 1.º turno 2 de outubro de 2016 | 1.º turno 2 de outubro de 2016 |
| Candidato(a)             | Vice                   | Total                          | Percentagem                    |
| ------------------------ | ---------------------- | ------------------------------ | ------------------------------ |
| Paulo Bomfim (PCdoB)     | Dra. Dulce (PDT)       | 46.183                         | 40,29%                         |
| Joseph Bandeira (SD)     | Wank Medrado (PMDB)    | 43.734                         | 38,15%                         |
| Charles Leão (PPS)       | Suzana Ramos (PSDB)    | 12.423                         | 7,57%                          |
| Dr. Márcio Feitosa (PRP) | Cacai Mattos (PRP)     | 1.494                          | 1,30%                          |
| Total de votos válidos   | Total de votos válidos | 114.623                        | 94%                            |
| → Votos em branco        | → Votos em branco      | 1.708                          | 1,40%                          |
| → Votos nulos            | → Votos nulos          | 5.606                          | 4,60%                          |
| Total                    | Total                  | 121.937                        | 100%                           |
| Abstenções               | Abstenções             | 24.436                         | 16,69%                         |
| Total de inscritos       |                        |                                |                                |

| Partido | Partido | Candidato          | Votos   | Votos (%) |
| ------- | ------- | ------------------ | ------- | --------- |
|         | PCdoB   | Paulo Bomfim       | 46 183  | 40,29%    |
|         | SD      | Joseph Bandeira    | 43 734  | 38,15%    |
|         | PPS     | Charles Leão       | 23 212  | 20,25%    |
|         | PRP     | Dr. Márcio Feitosa | 1 494   | 1,3%      |
| Totais  | Totais  | Totais             | 114 623 |           |

## Eleição proporcional

### Resultado
Os eleitos para a Câmara Municipal de Juazeiro, que exercerão o mandato de 2017 a 2020, foram:
| Candidato(a)           | Partido | Votação     | Votação |
| Candidato(a)           | Partido | Porcentagem | Total   |
| ---------------------- | ------- | ----------- | ------- |
| Gleidson Medrado       | PSD     | 2,78%       | 3.264   |
| Hélio                  | PCdoB   | 1,99%       | 2.331   |
| Alex Tanuri            | PSL     | 1,95%       | 2.290   |
| Bené Marques           | PSDB    | 1,86%       | 2.185   |
| Charles Leal           | PDT     | 1,84%       | 2.158   |
| Agnaldo Meira          | PCdoB   | 1,73%       | 2.034   |
| Amadeus                | PSD     | 1,72%       | 2.017   |
| Reinaldo Sabino        | PCdoB   | 1,71%       | 2002    |
| Jean Gomes             | PT      | 1,60%       | 1.882   |
| Anderson da Iluminação | PP      | 1,58%       | 1.858   |
| Dr. Allan Jones        | PTC     | 1,53%       | 1.799   |
| Professor Nilson       | PSDB    | 1,53%       | 1.790   |
| Tia Célia              | PTC     | 1,52%       | 1.788   |
| Aníbal                 | PTC     | 1,37%       | 1.603   |
| Tiano                  | PT      | 1,31%       | 1.542   |
| Joseilson Marcelino    | PTB     | 1,31%       | 1.533   |
| Anastácio              | PCdoB   | 1,28%       | 1.498   |
| Neguinha da Santa Casa | PMDB    | 1,22%       | 1.435   |
| Cida Gama              | PP      | 1,20%       | 1.409   |
| Fabinho de Pinhões     | PRB     | 1,10%       | 1.285   |
| Domingão da Aliança    | PRTB    | 0,65%       | 766     |